# Эйдук, Александр Владимирович
Александр Владимирович Эйдук (латыш. Aleksandrs Eiduks, 1886 — 1938) — российский революционер латвийского происхождения, деятель советских органов государственной безопасности; член коллегии ВЧК в 1919 — 1921.

## Биография
Родился в имении Одензе (Одзйена) Венденского уезда Лифляндской губернии в семье сельского учителя. Член ЛСДРП с 1903 года. В 1903 г. окончил коммерческое училище в Риге. В мае 1904 — декабре 1905 г. — помощник волостного писаря волостного правления с. Сайково Венденского уезда Лифляндской губернии. На нелегальной партийной работе в Одессе в январе-ноябре 1906 г.
С 1906 г. — в эмиграции. Служащий адресной конторы Герсон в Берлине с ноября 1906 до июня 1908 г.; коммерческий корреспондент завода братьев Минцер в Вене с июня 1908 до августа 1914 г.; учился в Высшей сельскохозяйственной школе в Вене в 1910 г.
С началом Первой мировой войны был интернирован, гражданский пленный в концлагере в Дрозендорфе и Гроссау в Нижней Австрии с августа 1914 до августа 1917 г.; интернированный, политический карантин в Тироле в Австрии в сентябре-декабре 1917 г.

### В органах ВЧК-НКВД
Член комитета 5-й армии в Двинске в январе-марте 1918 г.; председатель ревтрибунала 5-й армии в Двинске в феврале-марте 1918 г.; уполномоченный наркомата военных дел РСФСР по делам военнопленных в марте-мае 1918 г.; управляющий делами советской ревизии на Севере (ревизия М. С. Кедрова) в Вологде в мае-июле 1918 г.; заведующий политотделом Северо-Западного фронта в августе-сентябре 1918 г.; председатель ревтрибунала 6-й армии РККА в сентябре-октябре 1918 г.; уполномоченный ВЧК по 6-й армии в Вологде в сентябре-октябре 1918 г.;
Член ВЧК с октября 1918 до 27 марта 1919 г.; член Президиума ВЧК с октября 1918 до 5 апреля 1919 г.; следователь отдела по борьбе с контрреволюцией ВЧК в октябре-декабре 1918 г.; заместитель председателя ОО ВЧК в январе-июне 1919 г.; член Коллегии ВЧК с 27 марта 1919 до октября 1921 г.; член Коллегии НКВД РСФСР с 20 июня 1919 до 1920 г.; член РВС Тульского УР с 24 октября до ноября 1919 г.;
Председатель Центропленбежа НКВД РСФСР с 20 июня 1919 до 25 мая 1920 года; председатель Центроэвака НКВД РСФСР с 25 мая 1920;
В 1920—1921 годах — начальник отдела местных заграничных агентур в наркомвнешторге РСФСР. Один из первых советских невозвращенцев, Г. А. Соломон, работавший в этот период с Эйдуком в Наркомвнешторге, через несколько лет после эмиграции из страны, написал об этом в первом томе своих воспоминаний следующее:

Это имя вселяло ужас, и сам он хвастал этим. Член коллегии ВЧК Эйдук отличался, подобно знаменитому Лацису (тоже латыш, как и Эйдук), чисто садической кровожадностью и ничем несдерживаемой свирепостью…
…
В заключение описания работы Эйдука приведу маленький эпизод. Как-то он засиделся у меня до 11-12 часов вечера. Было что-то очень спешное. Мы сидели у моего письменного стола. Вдруг с Лубянки донеслось (ветер был оттуда) «заводи машину!» И вслед затем загудел мотор грузовика. Эйдук застыл на полуслове. Глаза его зажмурились, как бы в сладкой истоме, и каким-то нежным и томным голосом он удовлетворенно произнёс, взглянув на меня:
— А, наши работают…
Тогда я еще не знал, что означают звуки гудящего мотора.
— Кто работает?.. что такое? — спросил я.
— Наши… на Лубянке… — ответил он, сделав указательным пальцем правой руки движение, как бы поднимая и опуская курок револьвера.
Холодный ужас прокрался мне за спину... Стало понятно и так жутко от этого понимания...
Представились картины того, что творилось и творится в советских застенках, о чём я говорил выше (см. гл. XVII)… Здесь рядом, чуть-чуть не в моей комнате…
— Разве вы не знали этого? — с удивлением спросил он. — Ведь это каждый вечер в это время… «выводят в расход» кого следует…
— Какой ужас! — не удержался я.
— Нет, хорошо… — томно, с наслаждением в голосе, точно маньяк в сексуальном экстазе, произнёс Эйдук, — это полирует кровь…
А мне казалось, что на меня надвигается какое-то страшное, косматое чудовище... чудовище, дышащее на меня ледяным дыханием смерти...
Оно гудело за окном моей комнаты, где я жил, работал и спал...
Гудела Смерть...

Сотрудник ПП СНК РСФСР и УССР при заграничных организациях помощи голодающим России с 11 ноября 1921 до мая 1923 г.; полпред СНК РСФСР при ARA и всех иностранных организациях помощи голодающим с ноября 1921 до 1922 г.;

### На хозяйственной работе
Решением ЦКК от 23 апреля 1923 г. исключен из партии «за пьянство и игру в казино»; беспартийный с 23 апреля 1923 до 10 февраля 1928 г.;
Уполномоченный совета по строительству Семиреченской железной дороги в Аулие-Ата с мая 1923 до декабря 1924 г.; председатель акционерного общества по реализации неликвидных фондов промышленности при ВСНХ с января 1925 до февраля 1928 г.; в резерве ВСНХ СССР в феврале-марте 1928 г.;
Решением ЦКК от 10 февраля 1928 г. восстановлен в ВКП(б); председатель правления треста «Строительства и проектирования стекольных заводов» в Москве с марта 1928 до мая 1930 г.; председатель правления АО «Рационализации и изобретательства» (ПРИЗ) в Москве с мая 1930 до августа 1931 г.; заместитель начальника строительства Прибалхашского медноплавильного комбината в Казахской ССР с сентября 1931 до сентября 1932 г.; заместитель начальника строительства судоверфи «Дальпромстрой» в Комсомольске-на-Амуре с октября 1932 до января 1934 г.;

### Работа в ГУЛАГ
В распоряжении ГУЛАГ ОГПУ СССР с февраля до 20 мая 1934 г.; начальник Восточного района Дмитровлага с 20 мая 1934 до 20 декабря 1936 г.; начальник района Северного канала Дмитлага НКВД с 20 декабря 1936 до 3 марта 1937 г.; начальник района строительства Южного порта Дмитлага НКВД с 3 марта до 5 июля 1937 г.; начальник УИТЛ и строительства Южной гавани НКВД с 5 июля 1937 до 4 июня 1938 г.;
Уволен из НКВД в запас 4 июня 1938 г. Арестован 4 июня 1938 г. Имя Эйдука значится в расстрельном списке «Москва-центр», подписанном Сталиным и Молотовым. Осужден ВКВС СССР 28 августа 1938 г. к высшей мере наказания; расстрелян в тот же день.
Решением ВКВС СССР от 14 мая 1956 г. реабилитирован.

## Поэтическое творчество
По некоторой неподтверждённой информации, существует одно произведение Эйдука, однако авторство его окончательно не установлено. Считается, что это стихотворение было опубликовано в Тифлисе в сборнике «Улыбка ЧК» под названием «Цветы ЧК».

На вашем столике бутоны полевые 

Ласкают нежным запахом издалека, 

Но я люблю совсем иные, 

Пунцовые цветы ЧеКа. 

Когда влюблённые сердца стучатся в блузы, 

И страстно хочется распять их на кресте, 

Нет большей радости, нет лучших музык, 

Как хруст ломаемых и жизней, и костей. 

Вот отчего, когда томятся Ваши взоры, 

И начинает страсть в груди вскипать, 

Черкнуть мне хочется на Вашем приговоре 

Одно бестрепетное: «К стенке! Расстрелять!» 